# Badalisc

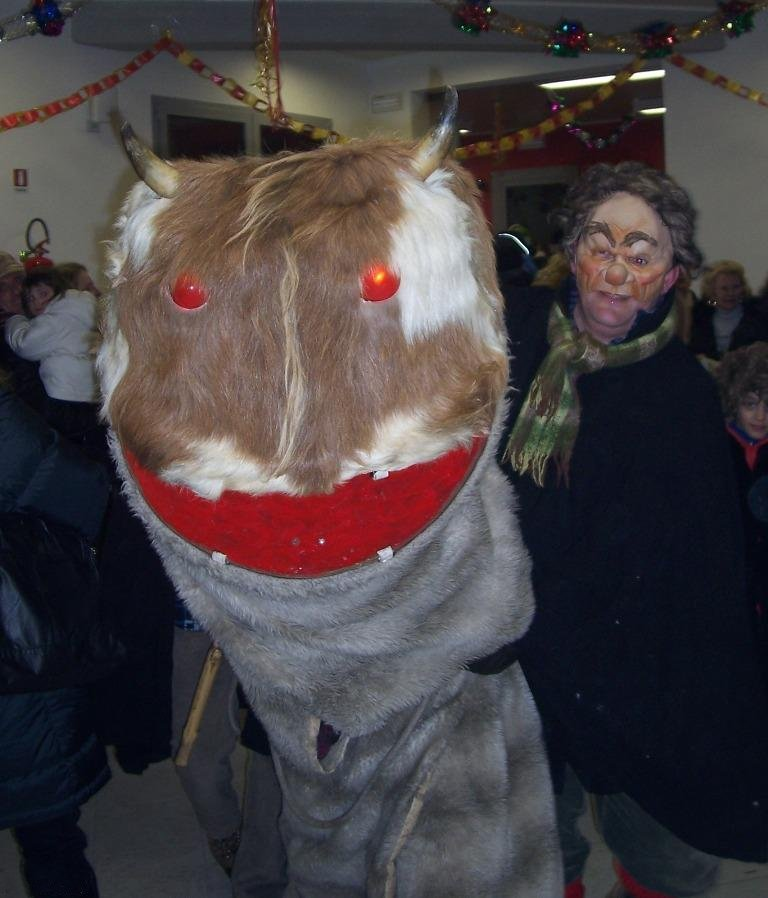
Le Badalisc

Le Badalisc, ou Badalisk, est une créature légendaire du Val Camonica, en Italie, dans les Préalpes orientales méridionales. Il a l'apparence d'une créature dotée d'une grande tête couverte d'une peau de chèvre, de deux petites cornes, ainsi que d'yeux brillants et d'une énorme gueule. 

## Tradition
La légende raconte que le Badalisc vit dans les bois à proximité d'Andrista (commune de Cevo), d'où il dérange la communauté. Chaque année, à l'occasion de l'épiphanie, il est capturé et conduit dans le village par des musiciens et des personnages masqués, dont il giovane (le jeune homme), il vecchio (le vieil homme), la vecchia (la vieille femme) et la jeune signorina, considérée comme appât pour la convoitise de l'animal. Y participent aussi des sorcières munies de tambours, des bergers barbus, et un bossu (un torvo gobetto) qui affronte cet animal dans un duel rustique. Cette célébration était réservée aux hommes, dont certains sont déguisés en femmes : si une femme venait à voir le Badalisc ou à entendre son discours, elle se voyait refuser la Sainte Communion le lendemain. 
Sur la place du village (auparavant dans une étable), la lecture du discours du Badalisc (la 'ntifunada) a lieu, elle s'effectue par un interprète. Autrefois improvisé, maintenant écrit à l'avance et en rimes, il porte sur les péchés supposés de la communauté, et consiste en des commérages. C'est pendant ce discours que le bossu frappe la créature de son bâton. 
Danses, chants et festins suivent ce discours. Le soir, la communauté mange la « polenta Badalisc » (en 2010, une version commerciale de cette cuisine traditionnelle est lancée). Jusqu'à récemment, les enfants du village mendiaient de maison en maison, réclamant la farine de maïs pour la polenta. Est aussi conçu pour eux, pour l'occasion, un salami. Cette créature occupe une place importante durant les fêtes.
Le lendemain, après l'exposition du Badalisc, cet animal est libéré et autorisé à regagner les bois .

## Coutumes similaires
Le rituel du Badalisc ressemble à une cérémonie datant du seizième siècle, la Bosinada, Bosinade ou Businade, série de spectacles satyriques, de compositions en prose, en vers ou chantées. Le Bosin, narrateur, dénonce les mauvaises actions de la communauté. Pratiquée à l'occasion des purifications du réveillon du nouvel an, cette fête s'est répandue en Italie du Nord.